# یوسین بولت
یوسِین بولت (به انگلیسی: Usain Bolt) (زادهٔ ۲۱ اوت ۱۹۸۶) دوندهٔ جامائیکایی دو سرعت و سریع‌ترین انسان جهان است. او رکورددار کنونی و قهرمان المپیک دو ۱۰۰ متر و ۲۰۰ متر دنیاست و به همراه هم‌تیمی‌های جامائیکایی‌اش رکورد دو ۴ در ۱۰۰ متر امدادی جهان را نیز در اختیار دارد. بولت نخستین دوندهٔ سرعتی است که نُه مدال طلای المپیک را کسب کرده و از سال ۱۹۷۷، که ثبت اتوماتیک زمان دو اجباری شد، تا کنون، نخستین شخصی است که به‌طور هم‌زمان رکورد دو ۱۰۰ متر و ۲۰۰ متر را در اختیار دارد.
بولت، نخستین بار رکورد دو ۱۰۰ متر را در ۳۱ مهٔ ۲۰۰۸ در مسابقات جایزه بزرگ ریباک در نیویورک به ۹ ثانیه و ۷۲ صدم ثانیه کاهش داد، که دو صدم ثانیه بهتر از رکورد هموطنش آسافا پاول بود.
بولت در المپیک پکن توانست سه مدال طلا کسب کند و هم‌زمان رکورد دنیا و المپیک را در سه مادهٔ دو ۱۰۰ متر و ۲۰۰ متر و ۴ در ۱۰۰ متر امدادی، بشکند. او در المپیک پکن توانست رکورد دنیا را در ماده ۱۰۰ متر به ۹٫۶۹ ثانیه ترقی دهد. او همچنین موفق شد در ماده ۲۰۰ متر، رکورد ۱۲ ساله مایکل جانسون به میزان ۱۹٫۳۲ ثانیه را شکسته، ۲۰۰ متر را در ۱۹٫۳۰ ثانیه بدود. او در رقابت چهار در صد متر المپیک ۲۰۰۸ هم، به عنوان سومین دوندهٔ تیم ملی جامائیکا دوید و با رساندن چوب به آسافا پاول، به همراه سه هم‌وطن خود رکورد خارق‌العادهٔ ۳۷٫۴۰ متعلق به تیم ملی آمریکا را به میزان ۳۰ صدم ثانیه بهبود بخشیده، به ۳۷٫۱۰ ثانیه رساندند. به این ترتیب، بولت با سه مدال طلا، سه رکورد المپیک و سه رکورد جهان از چین به جامائیکا بازگشت.
او در قهرمانی جهانی برلین ۲۰۰۹ مجدداً رکورد دو ۱۰۰ متر و ۲۰۰ جهان را به‌ترتیب به ۹٫۵۸ ثانیه و ۱۹٫۱۹ ثانیه کاهش داد.
او در المپیک ۲۰۱۲ لندن هم سه مدال طلای خود را در این سه ماده تکرار کرد و ۱۰۰ متر را ظرف ۹ ثانیه و ۶۳ صدم ثانیه طی کرده و رکورد المپیک را ۶ صدم ثانیه بهبود بخشید.
بولت در رقابت‌های جهانی ۲۰۱۵ پکن همچون دوره گذشته در سه ماده صاحب گردن آویز طلا شد. در دو ۱۰۰ متر و ۲۰۰ متر به ترتیب بازمان‌های ۹٫۷۹ ثانیه و ۱۹٫۵۵ ثانیه به مدال طلا دست یافت و در دوی ۴ در ۱۰۰ متر امدادی به همراه آسافا پاول، نستا کارتر و نیکل آشمید با رکورد ۳۷٫۳۶ ثانیه زودتر از سایر تیم‌ها از خط پایان عبور کرد و مدال طلا را به خود اختصاص داد. او این قهرمانی‌ها را در سن ۲۹ سالگی به‌دست آورد
یوسین بولت نخستین دوندهٔ جوان (۱۸ تا ۱۹ سال) بود که توانست ۲۰۰ متر را زیر ۲۰ ثانیه بدود. این ثبت رکورد در مسابقات قهرمانی جوانان جهان ۲۰۰۴ انجام شد که در آن بولت با زمان ۱۹٫۹۳ ثانیه، با شکستن رکورد جوانان جهان، که در اختیار روی مارتین قرار داشت، توانست رکورد این ورزشکار آمریکایی را بهبود بخشد.
همچنین وی توانست در المپیک ۲۰۱۶ ریو با ثبت زمان ۹ثانیه و ۸۶ صدم ثانیه در دو ۱۰۰متر قهرمان جهان شود.
رکورد شخصی او در ۴۰۰ متر نیز ۴۵٫۲۸ ثانیه است.

## فوتبال
او از سال ۲۰۱۸ تا ۲۰۱۹ در ای-لیگ استرالیا در باشگاه فوتبال سنترال کوئست مارینرز به عنوان وینگر چپ بازی کرد. در ۱۲ اکتبر ۲۰۱۸، او نخستین بازی خود را در یک بازی دوستانه مقابل تیم انتخابی جنوب غربی انجام داد و دو گل در نیمهٔ دوم به ثمر رساند. بولت طرفدار تیم منچستر یونایتد است.

## زندگی شخصی

### فیلم مستند
فیلم مستند من بولت هستم توسط بنجامین ترنر در سال ۲۰۱۶ بر پایه زندگی حرفه‌ای یوسین بولت ساخته شده‌است.

## اتفاقات
- بولت در رقابت‌های جهانی ۲۰۱۱ کره جنوبی در دو ۱۰۰ متر با خطا از دور رقابت‌ها حذف شد.
- در ۲۵ ژانویهٔ ۲۰۱۷ اعلام شد آزمایش دوپینگ نستا کارتر یکی از چهار عضو تیم جامائیکا در مسابقات دوی چهار در صد متر المپیک ۲۰۰۸ پکن حتی با بررسی دوباره مثبت است؛ و با پس‌گیری مدال طلا از اعضای تیم جامائیکا و دادن به تیم ترینیداد و توباگو، یوسین بولت هم یکی از مدال‌های طلایش را از دست داد.[۸]